# Subá
Una subá era el equivalente a una provincia en el Imperio mogol. La palabra se deriva del árabe       y el persa. El gobernante o gobernador de una subá era conocido como subadar, que luego se reconvirtió en subedar para referirse a un oficial del ejército de la India. 
Las subás fueron establecidas por el badshah (padishá, emperador) Akbar durante sus reformas administrativas de los años 1572-1580. Inicialmente eran 12, pero sus conquistas expandieron el número de subás a 15 al final de su reinado. Las subás fueron divididas en sarkares o distritos. Y los sarkares se dividieron en parganas o mahallas. Sus sucesores, sobre todo Aurangzeb, ampliaron aún más el número de subás a través de sus conquistas. Cuando el imperio comenzó a disolverse a principios del siglo XVIII, muchas subás se independizaron de manera efectiva o fueron conquistadas por los marathas o los británicos.
En el contexto moderno, subá (en urdu: صوبہ) es una palabra que se usa para provincia en el idioma urdu.

## Historia
Inicialmente, después de las reformas administrativas de Akbar, el Imperio mogol estaba dividido en 12 subás: Kabul, Lahore, Multan, Delhi, Agra, Avadh, Illahabad, Bihar, Bangalah, Malwa, Ajmer y Gujarat. Después de la conquista del Decán, creó allí tres subás más: Berar, Khandesh (inicialmente renombrado Dandesh en 1601) y Ahmadnagar (en 1636 renombrado como Daulatabad y posteriormente como Aurangabad). Al final del reinado de Akbar, el número de subás era de 15. Se incrementó a 17 durante el reinado de Jahangir. Orissa fue creada como una subá independiente, dividida de Bangalah en 1607. El número de subás aumentó a 22 bajo Sha Jahan. En su octavo año de reinado, Sha Jahan separó el sarkar de Telangana de Berar y lo convirtió en una subá independiente. 
En 1657, se fusionó con la subá de Zafarabad Bidar. Agra pasó a llamarse Akbarabad en 1629 y Delhi se convirtió en Shahjahanbad en 1648. Cachemira fue dividida en Kabul, Thatta (Sindh) en Multan y Bidar en Ahmadnagar. Durante algún tiempo, Qandahar fue una subá independiente bajo el Imperio mogol, pero se perdió ante Persia en 1648. Aurangzeb añadió Bijapur (1686), Sira (1687) y Golkonda (1687) como nuevas subás. Hubo hasta 22 subás durante su reinado: Kabul, Cachemira, Lahore, Multan, Delhi, Agra, Avadh, Illahabad, Bihar, Bangalah, Orissa, Malwa, Ajmer, Gujarat, Berar, Khandesh, Aurangabad, Bidar, Thatta, Bijapur, Sira y Haidarabad (Golkonda ). Durante el reinado de Bahadur I, Arcot también se convirtió en un subá mogol en 1710.

## Uso actual
En el uso moderno del idioma urdu, el término se usa como una palabra para provincia, mientras que la palabra riyasat (en urdu: ریاست) ('estado principesco') se usa para estado (federado). Las terminologías se basan en la estructura administrativa de la India británica que estaba derivada parcialmente de la estructura administrativa del Imperio mogol. En los tiempos modernos, el término subá es usado principalmente en Pakistán, donde sus cuatro provincias son llamadas 'subá' en idioma urdu.